# Volkswagen CC
Volkswagen CC, comercializat inițial ca Volkswagen Passat CC în prima sa generație, este o variantă coupe a lui Volkswagen Passat.